# Prix des bouquinistes

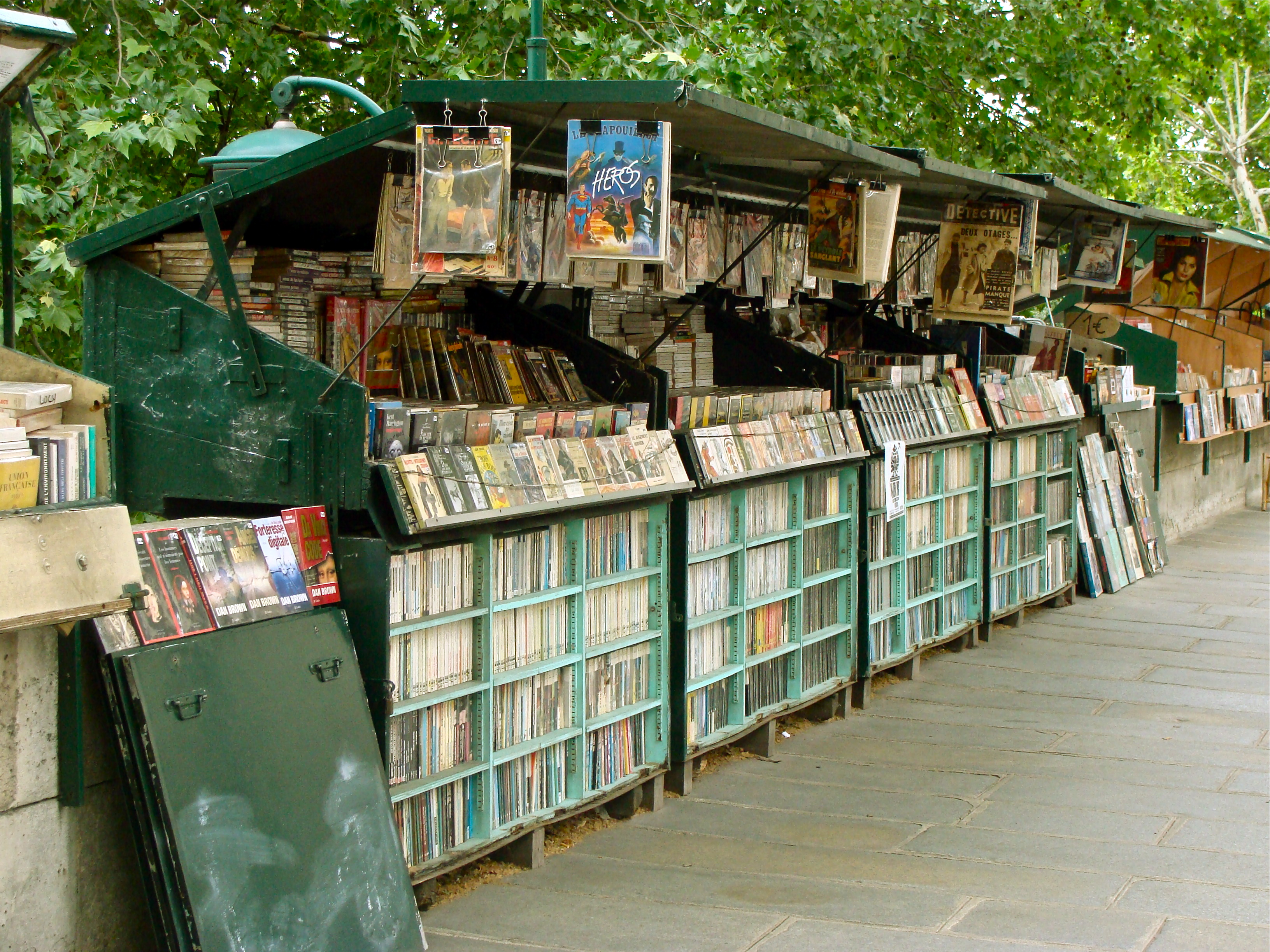
Boites de bouquiniste sur les quais de la Seine en 2010.

Le prix des bouquinistes, dit aussi : prix des bouquinistes des quais ou prix des bouquinistes des quais de Seine, est un prix littéraire créé en 1953, à l'initiative du bouquiniste parisien Ferdinand Teulé. Mis en sommeil après la remise du prix de 1963, il réapparait en 1994. Sa dernière attribution a eu lieu en 2006.

## Historique
C'est au début des années 1950 que Ferdinand Teulé et son ami et collègue Veker, des bouquinistes de Paris, ont l'idée de créer un prix littéraire « pas comme les autres ». Leur but et de mettre en lumière un ouvrage de qualité, présent dans une boite des bouquinistes des quais de la Seine, qui a été oublié par le monde littéraire : critiques et membres des jurys des prix littéraires reconnus. Les deux bouquinistes espèrent ainsi motiver les lecteurs et les chalands pour éviter que cet ouvrage finisse au pilon. Ils décident que le « prix des bouquinistes des quais » sera de un franc mais qu'il sera remis sous la forme d'une pièce neuve en argent, de cinq grammes, à l'effigie de la Semeuse. Pour assurer la pérennité de leur Prix ils provisionnent vingt pièces. Le premier prix est attribué le 30 avril 1953.
En 1954, Michel Ragon, alors bouquiniste, devient secrétaire du syndicat des bouquinistes et du prix, le jury est présidé par Daniel Halévy. En 1956 c'est André Malraux qui prend la présidence du jury et remet le prix à Louis Doyon. La qualité des présidents du jury et des écrivains lauréats donnent un début de notoriété dans le monde littéraire, notamment parisien. Durant cette première période trois prix sont encore attribués, en 1958, 1961 et 1963. En 1975 c'est le décès de son fondateur et principal animateur, Ferdinand Teulé (1909-1975), qui marque la fin de cette première époque.
Au début des années 1990, des projets de la mairie de Paris mobilisent les bouquinistes des quais. Cette union revendicative débouche sur l'envie de faire renaitre le prix en récompensant « un livre ou une œuvre de qualité, reflétant ce qu'on appelle l'esprit parisien ; à savoir : faire preuve de curiosité, d'humour ou de gouaille, sinon d'impertinence ». En décembre 1994, cette nouvelle première remise a lieu dans un bistrot PMU de la rue du Cardinal-Lemoine. Il y a foule dans la salle lorsqu'une bouquiniste annonce : « L'Association amicale des bouquinistes a choisi pour premier lauréat cette année Robert, dit Bob, Giraud, auteur de Faune et flore argotiques paru aux éditions Le Dilettante. » Le nom complet donné au prix est Prix des bouquinistes des quais de Seine.
Le prix des bouquinistes n'est plus attribué depuis la remise du prix de 2006.

## Lauréats

### Première période (1953-1963)
- 1953 : Pierre Hubac[6], pour Tistou les Mains Vides[1].
- 1954 : Henry Poulaille, pour Le Pain Quotidien[1].
- 1955 : Georges Darien, à titre posthume, pour l'ensemble de son œuvre[1].
- 1956 : René-Louis Doyon, pour Mémoire d'Homme[1].
- 1958 : Han Ryner, à titre posthume, pour l'ensemble de son œuvre[7].
- 1961 : Claude Seignolle, pour l'ensemble de son œuvre
- 1963 : Jean Ray, pour l'ensemble de son œuvre[8].

### Deuxième période (1994-2006)
- 1994 : Robert Giraud, pour Faune et flore argotiques[4].
- 1995 : Sylvie Caster, pour Bel-Air[9].
- 1995 : Jacques Perry, pour Le Cœur de l'escargot[10],[11].
- 1996 : Claude Tillier, à titre posthume pour Pamphlets, réédité par Jacques Pauvert.
- 1996 : Michel Ragon, pour La mémoire des vaincus[12].
- 1997 : Vincent Ravalec, pour L'Auteur[13].
- 1998 : William Kotzwinkle, pour Le Nageur dans la mer secrète[14].
- 2001 : Alain Paucard, pour Paris : ses rues, ses chansons, ses poèmes[15].
- 2002 : Michel Dansel[16], pour Les cimetières de Paris.
- 2004 : Claude Gagnière, à titre posthume, pour l'ensemble de son œuvre[17].
- 2005 : Éléna Arseneva, pour L’Énigme du manuscrit[18].
- 2006 : Alain Sasson, pour Les Dimanches de verre[19].

### Iconographie
- 1953, le 30 avril : photographie de Roger-Viollet : Pierre Hubac reçoit, de Ferdinand Teulé la pièce de 1 francs, du prix des bouquiniste, devant une boite des quais de Seine (source en ligne).
- 1953, le 30 avril : photographie de Keyston Pictures USA : Pierre Hubac, pose avec ses ouvrages Carthage et Tistou les Mains Vides sur un quai de la Seine, devant une boite de bouquiniste (source en ligne).